# Riko Debeljak
Riko Debeljak (Kanal ob Soči, 8. veljače 1908. – Ljubljana, 26. prosinca 1987.), slovenski slikar i grafičar.
Studirao je u Beogradu i Parizu. Od 1950. bio je profesor na akademiji u Ljubljani. Prošavši impresionističku fazu razvio je vlastiti izraz u kojemu naglašenim grafičkim sredstvima motiv preobražava u realne i fantastične prizore. Uz B. Jakca najistaknutiji je slovenski grafičar.